# Jacques Gautheron
Pour les articles homonymes, voir Gautheron.
Cet article possède un paronyme, voir Jacques Gautron.
Jacques Gautheron, né le 2 juillet 1926 à Lyon 1er (Rhône) et mort le 8 décembre 2019 dans cette même ville, est un dirigeant sportif français. Il préside la Fédération sportive et culturelle de France de 1972 à 1984 puis, à nouveau, de 1990 à 1992.

## Biographie
Jacques Gautheron est inscrit en 1935, dès l'âge de 9 ans, à la section sportive du patronage paroissial de l'Église Notre-Dame-Saint-Vincent, La Mouette de Lyon, où il pratique la gymnastique avant de s’y investir comme moniteur de gymnastique et de colonie de vacances de 1946 à 1959. Ingénieur diplômé de l’École centrale de Lyon, il accède en 1966 à des responsabilités départementales et assume le secrétariat de l’Union départementale FSCF du Rhône.
Il meurt à Lyon 3e le 8 décembre 2019.

### Président de la FSCF

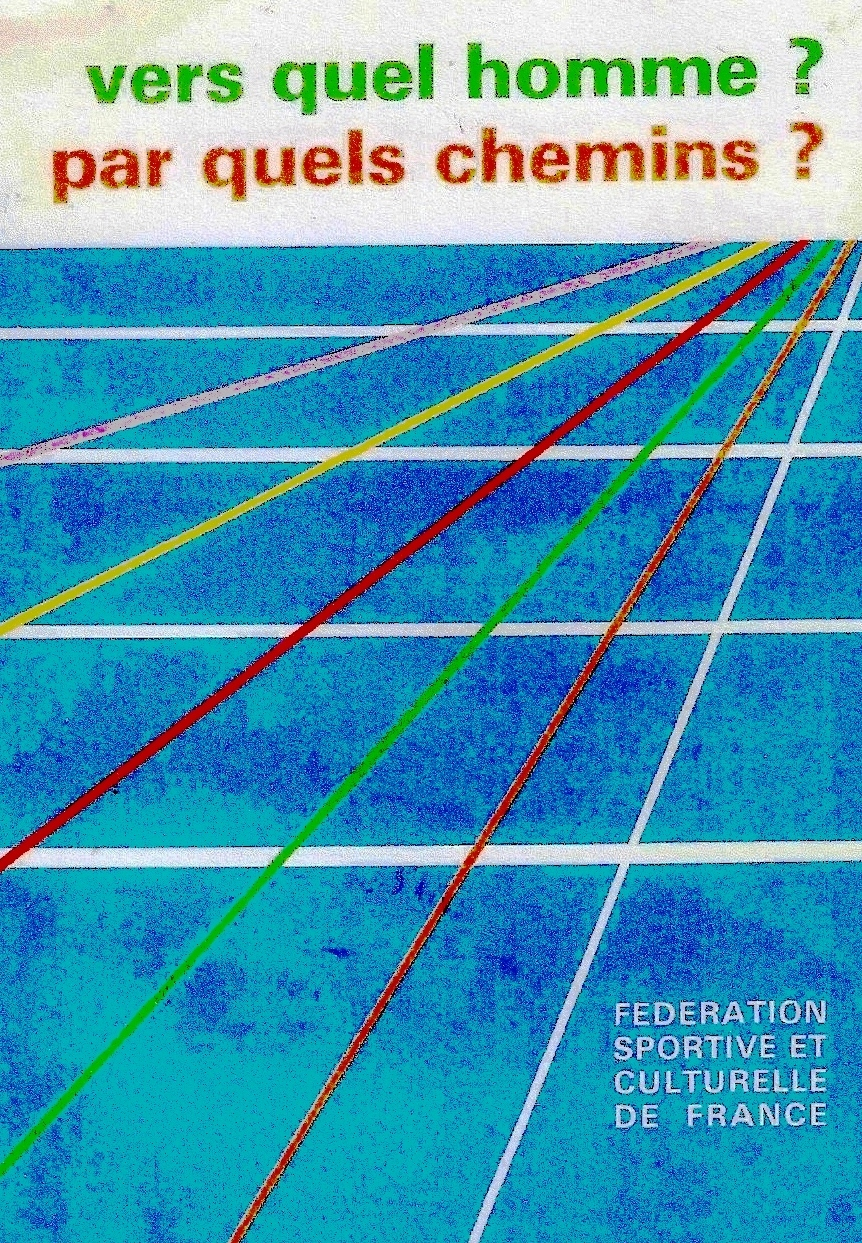
Vers quel homme ? Par quels chemins ?

Élu au comité directeur de la Fédération sportive et culturelle de France (FSCF) en 1968 et vice-président l'année suivante, il est chargé d'initier une réflexion sur l'identité de la fédération en liaison avec l'aumônier fédéral Jean Berthou. Il succède à Guy Fournet à la présidence, de 1972 à 1984,. Il y fréquente six ministres de la Jeunesse et des Sports, de Joseph Comiti à Roger Bambuck, en passant par Pierre Mazeaud avec lequel le premier contact est très rugueux.
Sa présidence est marquée par l'avènement de la branche Centres de vacances et de loisirs (CVL). Cette initiative fait suite aux réserves suscitées par les orientations progressistes affichées par l'Union française des centres de vacances et de loisirs (UFCV) qui assure jusqu'ici la formation aux brevets d’aptitude aux fonctions d’animateur (BAFA) de nombreux séminaristes et prêtres diocésains : la FSCF est alors fortement sollicitée pour prendre le relais dans ce domaine. La première réunion nationale se tient au siège fédéral le 28 décembre 1972 et la fédération obtient en 1978 l'habilitation générale à délivrer les diplômes concernés. 
Il lui revient également d'organiser et présider en 1973 les festivités du 75e anniversaire de la fédération et le congrès à l’Organisation des Nations unies pour l’éducation, la science et la culture (UNESCO) en novembre. Véritable directeur des ressources humaines (DRH) des élus fédéraux, il est à l'origine des rapports d’orientation destinés à assurer le suivi des objectifs. En 1978, ce sont à nouveau les festivités pour le quatre-vingtième anniversaire : à l'Agora d'Évry et à la salle Gaveau. En 1979, il doit gérer avec l'appui de Max Éraud la scission des cadres de musique et le départ de la moitié des fanfares affiliées. Au printemps 1981, il élargit les conventions existantes entre la FSCF et les fédérations délégataires au football (20 février), à l'athlétisme (6 mars), au volley-ball (7 mars) et au basket (28 mars). 
En 1984, il cède la place à Maurice Davesne puis revient pour deux ans à présidence de 1990 à 1992. Il parachève alors le travail de pacification entrepris par Max Éraud et poursuit ensuite son activité au niveau international. Président soucieux de la spécificité fédérale, son grand chantier reste l’ensemble des travaux qui aboutissent, en 1985, au Document fédéral fondamental (DFF) "Vers quel homme ? par quels chemins ?"  dont il rédige lui-même la version finale après la large consultation organisée par son vice-président Max Éraud.

### Responsabilités internationales
De 1991 à 1999, il assure le secrétariat général de la Fédération internationale catholique d'éducation physique et sportive,,, ; il est l’organisateur du congrès International Activités sportives et liberté spirituelle qui se déroule à l’UNESCO en avril 1998.
En 1993, nommé par le Saint-Siège comme son représentant auprès du Conseil de l'Europe à Strasbourg pour les questions sportives, il assume cette fonction jusqu’en 2005 et effectue de nombreuses représentations à l’étranger.

### Distinctions
Jacques Gautheron est : 
- Chevalier de la Légion d'honneur (14 avril 1990)[J2 6] ;
- Officier de l'ordre national du Mérite (mai 1979)[J2 7] dont la médaille lui est remise à Lyon par M. Raymond Barre, Premier ministre[10] ;
- Médaille de la jeunesse, des sports et de l'engagement associatif, or (1979).

À titre étranger, il est : 
- titulaire du mérite autrichien or (1990) ;
- Chevalier de l'ordre de Saint-Sylvestre[11] (2003) ;
- titulaire du Mérite de Madagascar (2011).